# سوخو/هال اف‌جی‌اف‌ای
سوخو/هال اف‌جی‌اف‌ای (به انگلیسی: Sukhoi/HAL FGFA) یک طرح مشترک بین روسیه و هند برای توسعه جنگنده نسل پنجم سوخو-۵۷ به‌صورت مشترک بین کارخانه‌های هیندوستان آیروناتیکس و سوخو بود. در اکتبر ۲۰۱۹، رئیس ستاد هوایی نیروی هوایی هند، RKS Bhadauria اظهار داشت که این کشور مانند سوخو-۵۷ جنگنده‌های پنهانکار وارد نخواهد کرد و در عوض بر تلاش‌های بومی مانند هال ای‌ام‌سی‌ای تمرکز خواهد کرد.